# Mor Lü
Mor Lü (Kinesiska: 呂母; pinyin: Lǚ Mǔ), död 18 e.Kr., var en kinesisk upprorsledare. Hon är såvitt man känner till den första kvinnliga upprorsledaren i Kinas historia. 
Hon var en förmögen kvinna vars son tjänstgjorde i den lokala administrationen i Haiqu. När hennes son år 14 avrättades för en mindre förseelse av den lokala styresmannen, använde hon sin förmögenhet för att finansiera en upprorsarmé. Hon stormade provinshuvudstaden, avrättade styresmannen och offrade hans huvud på sin döde sons grav. Hon avled av en sjukdom år 18, och hennes armé anslöt sig sedan till De röda ögonbrynen, som fem år senare medverkade till störtandet av den regerande dynastin.